# Нордијска комбинација
Нордијска комбинација или Класична комбинације је комбиновано такмичење у скијашком трчању и скијашким скоковима. Овакав назив је добила јер се обе дисциплине негују претежно у нордијским земљама.
Иако комбинована такмичења у скијашком трчању и скоковима имају сразмерно дугу традицију, она су тек неколико година после Првог светског рата примљена у ФИС. Прво такмичење у нордијској комбинацији у организацији ФИС-а одржано 1925. године у Чехословачкој, а у Југославији, под називом „сложено такмичење“, 1930. у Бохињу. 
Такмичарска стаза за трчање је дуга 15 км. Удаљеност критичне тачке од скакаонице, на којој се изводе скокови за нордијску комбинацију мора бити 70 метара (може и више).
Таква комбинована такмичења изводе се у свакој дисциплини у складу с прописима и правилима која важе за скијашко трчање и скијашке скокове. На светским првенствима и олимпијским играма скокови се морају извести пре трчања, а у осталим такмичењима редослед се могао мењати. Комбинована такмичења се изводе два дана узастопно и то само једна дисциплина на дан.

## Оцењивање резултата
Оцењивања у скијашком трчању се се израчунавају на основу најбољег резултата који добија 220 бодова. Осталим такмичарима се од 220 бодова одбијају бодови по специјалној табели, на осново тога колико су заостали за победником. Коначни резултати израчунавају се тако, да се постигнути резултати у трчањима изражени у бодовима, сабирају са бодовима постигнутим у скоковима. На свим такмичењима изводе се по три скока, од којих се два најбоља убрајају у оцену,
Нордијска комбинација је стандардни спорт на Зимским олимпијским играма.

## Дисциплине нордијске комбинације
Такмичење се најчешће одржава у једној од ове четири дисциплине:
- Појединачна трка се састоји од два скока са скакаонице, а затим 15 км трчања. На скакаоници се додељује 1,2 до 2 бода по метру по оствареној дужини скока (зависно од дужине скакаонице) и 3—30 бодова по скоку за стил. По завршетку такмичења на скакаоници у трку на 15 км први стартује такмичар са највише бодова из скокова. Иза њега крећу остали такмичари, зависно од бодова добијених на скакаоници, на начин да је 15 бодова из скокова једнако 1 мунути каснијег старта. То значи да такмичар који први дође на циљ уједно и победник комбинације. Овај метод још се назива метода по Гундерсону или само Гундерсон.

- Спринт трка: изводи се само један скок па се трчи на деоници од 7,5 км. У спринт трци постоји и варијанта да се бодови са скакаонице не претварају у време, него у метре, на начин да је један бод скока једнак 24 метра трке. Тада најбољи на скакаоници трчи 7,5 км., а остали према редоследу бодова на израчунатој удаљености из њега. (дакле морају трчати дужу стазу).

- Масовни старт је начин трке, код којег се прво трчи задана стаза, где победник добија 1290 бодова, а остали по 15 бодова мање за сваки минут заостатка. Ти се бодови онда сабирају са бодовима из скокова, који се изводе после трке, па онда одређује победник.

- Штафетна трка у којој учествују по 4 члана једне екипе, чији се бодови сабирају, а трчи се 4 х 5 км. Овде је 40 бодова из скокова једнако 1 мунуту касније старта у трци.